# Free-to-view
FTV (skrót z ang. Free-to-view) – termin oznaczający telewizję oraz radio nadające w sygnale zakodowanym, który może być odbierany za darmo przez odbiornik ze specjalną kartą kodową.
Termin ten z reguły używany jest w odniesieniu do cyfrowej telewizji satelitarnej oraz naziemnej.